# Svetišče Heian
Svetišče Heian (japonsko 平安神宮, latinizirano: Heian-džingū) je šintoistično svetišče v Sakjō-kuju v Kjotu na Japonskem. Svetišče je združenje šintoističnih svetišč uvrščeno med Beppyō džindža (別表神社) (najvišji rang za svetišča). Uvrščeno je med pomembne kulturne dobrine Japonske.

## Zgodovina
Leta 1895 je bila delna reprodukcija palače Heian iz Heian-kjo (prejšnje ime Kjota) načrtovana za gradnjo za 1100. obletnico ustanovitve Heian-kjo. Tega leta je v Kjotu potekal industrijski razstavni sejem (razstava razvoja japonske in tujih kultur), kjer naj bi bila replika glavni spomenik. Ker pa ni uspelo kupiti dovolj zemljišč, kjer je nekoč stala palača Heian, je bila stavba zgrajena v Okazakiju v merilu 5/8 izvirnika. Heian-džingū je bilo zgrajeno po načrtih Itō Čūta.
Po koncu razstave so stavbo ohranili kot svetišče v spomin na 50. cesarja, cesarja Kanmuja, ki je bil cesar, ko je Heian-kjo postal prestolnica. Leta 1940 je bil cesar Komei dodan na seznam posvetitev.
Leta 1976 je bilo svetišče požgano; in devet stavb, vključno s hondenom ali glavnim svetiščem, je zgorelo. Tri leta kasneje so požgane stavbe obnovili z denarjem, zbranim od donacij.

## Arhitektura
Arhitekturna zasnova je bila reprodukcija Čōdōina (cesarjevega dvorca v prejšnjih obdobjih) v merilu 5/8 (po dolžini). Velika rdeča vhodna vrata so reprodukcija Outenmona Čōdōina. Arhitektura glavne palače odraža slog in značilnosti Kjotske cesarske palače, sloga iz 11.–12. stoletja (pozno obdobje Heian). Tori svetišča je eden največjih na Japonskem.

## Vrt
Vrt v japonskem slogu zavzema približno polovico površine (približno 33.060 m²). Priznani vrtnar Ogava Džihei VII., znan tudi kot Uedži, je vrt ustvarjal v obdobju 20 let. Voda, ki se uporablja v ribnikih, prihaja iz kanala jezera Biva. V bližini ribnikov živijo na Japonskem sicer redke vrste, kot so progasti grenak (Acheilognathus cyanostigma), rumena ribniška želva (Mauremys mutica) in japonska ribniška želva (Mauremys japonica). Obiskovalci lahko nahranijo ribe in želve s hrano, ki jo prodajajo okoli ribnikov.

## Festivali
Letni festivali častijo spomin na cesarja Kōmeija (konec januarja) in cesarja Kanmuja (začetek aprila).[2]
22. oktobra Heian-džingū gosti Džidai Macuri, ki je eden najpomembnejših festivalov v Kjotu. Procesija tega festivala se začne pri stari cesarski palači in vključuje nošenje mikošijev (prenosnih svetišč) cesarjev Kanmuja in Komeija v Heian-džingū.
Svetišče se uporablja tudi za tradicionalne japonske poroke in koncerte. Redko se zgodi, da se sodoben koncert odvija na zgodovinskem mestu, kot je svetišče, vendar je združevanje sodobne in stare kulture v Kjotu postalo trend.

## Okolica svetišča
V bližini svetišča je park Okazaki, kjer lahko obiskovalci spoznajo kulturo. Svetišče obkrožajo Kjotska prefekturna knjižnica, Kjotski občinski muzej umetnosti, Narodni muzej moderne umetnosti v Kjotu, koncertna dvorana Kjotski Kaikan in Kjotski mestni živalski vrt.

## Galerija
- Glavna vrata (Ōtenmon)
- Grad v kotu (Sōrjūrō)
- Jezero v svetišču Heian
- Heian-džingūjev tori